# Hip-hop turc
Le hip-hop turc, ou rap turc, désigne le courant musical hip-hop ayant émergé en Turquie au milieu des années 1990 sur le modèle du hip-hop américain. Le groupe Cartel, composé de Turcs immigrés en Allemagne en provenance des États-Unis et ayant adopté la culture hip-hop, est considéré comme le premier à avoir introduit le hip-hop turc,.

## Histoire
L'histoire du hip-hop turc peut être analysée sur trois périodes.

### Première vague
Le hip-hop turc commence à se populariser parmi les Turcs vivant en Allemagne. Présenté aux enfants des familles turques expatriées par les enfants des soldats américains en Allemagne, le rap est adopté par les jeunes Turcs en peu de temps. Les Turcs d'Allemagne sont les pionniers du transfert du rap en Turquie, vers laquelle ils s'orientent depuis le début des années 1990. Formé en 1986 et séparé en 2000, le groupe de hip-hop d'origine turque Islamic Force produisait sa musique en anglais et n'est donc pas inclus dans le hip-hop turc. Les premières tentatives de hip-hop turc connues en Turquie sont faites par le DJ Hakan Gündüz dans les années 1980 ; selon Karakan, Barış Manço et Cem Karaca sont les pionniers du hip-hop turc ; et selon les propres déclarations de Barış Manço, sa chanson Lambaya Püf De sortie en 1973 appartient au genre du rap. Ce morceau est utilisé comme sample dans Evdeki Ses de Cartel,. En outre, le morceau Dam Üstünde Saksağan de Parla Şenol, sorti en 1974, est également considéré comme le premier morceau de hip-hop turc,.
Bien qu'il ait été généralement interprété en allemand et en anglais entre 1990 et 1995, l'ère du hip-hop avec des paroles en turc a partiellement commencé en 1991 avec le morceau Bir Yabancının Hayatı d'Alper Ağa, qui faisait partie de la formation King Size Terror. En Turquie, Bülent Ortaçgil et MFÖ sont parmi les premiers à inclure le rap dans leurs chansons. Grup Vitamin a également écrit des paroles en turc pour certains morceaux de rap étrangers et les a interprétées. Il s'agirait là des premiers exemples primitifs de hip-hop turc. La chanson Tutkulardan İntihar de Hümeyra, sortie en 1990, contiendrait également du rap. Le rap turc est reconnu en Turquie en 1995 avec Cartel,.

### Deuxième vague
Après Cartel, le hip-hop turc est promu et diffusé par les médias dans les [nnées 2000-2005. Dream TV, en particulier, apporte un grand soutien au hip-hop turc. À tel point qu'elle présente des noms tels que Sagopa Kajmer, Ceza et Dr. Fuchs dans son programme du Nouvel An 2003. De nombreux noms qui étaient underground les années précédentes ont progressivement gagné en professionnalisme au cours de cette période. Sansar Salvo (Ekincan Arslan), Pit10 (Server Uraz) et Canka ne sont que trois de ces noms. Après les débuts d'Ayben et de Kolera en 1998, d'autres musiciennes de rap apparaissent. Par exemple, le groupe Rapangels est formé en 2002 par Kübra Demirkol et Pınar Demirkol à Karşıyaka, İzmir. En 2001, le groupe Cashflow est formé par Çağdaş Küçükaydın et Volkan Kanyılmaz. Cashflow ouvre une nouvelle page du rap turc avec la chanson « hayata küstüm » et sort l'album Bir Anlık Hata en 2005 avec le label İrem Records. L'un des événements qui ont marqué cette période est la dissension entre Ceza et Sagopa Kajmer.

### Troisième vague
La troisième vague du hip-hop turc, qui se développe comme mouvement générationnel, se manifeste sous l'influence de noms comme Ezhel et Ben Fero,. Dans les morceaux de cette génération, l'ouverture au monde, la réalité sociale et la réaction politique se manifestent. Le morceau Mekanın Sahibi de Norm Ender, dans lequel il clashe Ezhel et Ben Fero, devient la première dissidence vocale de cette période. 